# Tylice
Tylice [pronunciación en polaco: /tɨˈlit͡sɛ/] es una aldea en el distrito administrativo de Gmina Bobrowo, dentro del condado de Brodnica, Voivodato de Cuyavia y Pomerania, en el centro-norte de Polonia. Se encuentra a unos 3 kilómetros suroeste de Bobrowo, 11 kilómetros oeste de Brodnica, y 50 kilómetros al noreste de Toruń.